# التشكل الحيوي (فن)
يقوم التشكل الحيوي في بناء عناصر التصميم الفني على أنماط أو أشكال طبيعية تذكرنا بالطبيعة والكائنات الحية، وعندما يتم أخذها إلى أقصى حد فإنها تحاول فرض الأشكال الطبيعية على الأجهزة الوظيفيةعبر المهندس المعماري الفرنسي فيوليت لو دوك عن هذه الفكرة بوضوح في بحثه عن الإصلاح المعماري، مثل عالم النبات، يقوم فيوليت لو دوك بتحليل تفاصيل الطبيعة في كتبه، مما يجعلها تخضع للتحولات لاحقًا.

## التاريخ
في سياق الفن الحديث، صاغ الكاتب البريطاني جيفري جريجسون هذا المصطلح في عام 1935واستخدمه لاحقًا ألفريد إتش بار في سياق معرضه التكعيبية والفن التجريدي عام 1936يركز فن الشكل الحيوي على قوة الحياة الطبيعية ويستخدم الأشكال العضوية، مع تلميحات عديمة الشكل وكروية بشكل غامض لأشكال علم الأحياء، وترتبط الهندسة الحيوية بالفن السريالي والفن الحديث. تنص مقالة المصطلحات عبر الإنترنت في معرض تيت حول الأشكال الحيوية على أنه على الرغم من أن هذه الأشكال مجردة، إلا أنها تشير إلى أشكال حية أو تستحضرها، وتستمر المقالة في إدراج جوان ميرو، وجان أرب، وهنري مور، وباربرا هيبورث كأمثلة للفنانين الذين تجسد أعمالهم استخدام الشكل الحيوي.
في يوليو 2015، أنشأ الفنان البريطاني أندرو تشارلز مجموعة على الفيسبوك، تطورت المجموعة إلى حركة على مدار العام التالي، ووصفها تشارلز في بيان بتاريخ 16 يوليو 2016، حيث قسم النوع النحتي إلى أنماط محددة من الإبداع تشكل ما لا يقل عن 8 بروتوكولات ضرورية لكي يتوافق العمل مع مصطلح التشكل الحيوي.

## الرسم
يُستشهد غالبًا بلوحات إيف تانجوي وروبرتو ماتا كمثال على استخدام الشكل الحيويخلال الحرب العالمية الثانية وبعدها، أصبحت المناظر الطبيعية التي رسمها إيف تانجوي أكثر فراغًا، وهو ما يُنظر إليه على أنه صورة نفسية لأوروبا في زمن الحربأثر استخدام التحول من خلال بيكاسو على السريالية في عشرينيات القرن العشرين، وظهر كموضوع وكإجراء في اللوحات التصويرية لليونورا كارينجتون وفي الأعمال الأكثر تجريدًا وتلقائية لأندريه ماسون.
تشتهر الفنانة الأمريكية فيبي آدامز بلوحاتها ومنحوتاتها ذات الأشكال الحيويةوالتي توجد في العديد من مجموعات المتاحف. وديزموند موريس، مؤلف كتاب القرد العاري، في دراسة عالم حيوان للحيوان البشري، هو رسام بيومورفي توجد أعماله في مجموعات المتاحف، بما في ذلك المعرض الوطني للصور في لندن.
شارك الفنانون الأمريكيون أندرو توبولسكي، ومايكل زانسكي، وسوزان أنكر، وفرانك جيليت، ومايكل ريس، وبرادلي روبنشتاين في معارض تضم لوحات بيومورفية وبيوسفيرية وفن رقمي في Universal Concepts Unlimited (2000–2006). امتدت سلسلة مايكل زانسكي العمالقة والأقزام، على مساحة 5000 قدم مربع من الألواح الخشبية المنحوتة والمحترقة والمطلية بأشكال حيوية.

## العمارة
تحتوي كنيسة ساغرادا فاميليا التي صممها أنطوني غاودي في برشلونة على العديد من الميزات المستوحاة من الطبيعة، مثل الأعمدة المتفرعة المخصصة لعكس الأشجارويمكن العثور على أمثلة أخرى معروفة للتشكل الحيوي في الهندسة المعمارية في معبد اللوتس في نيودلهي، من تصميم فاريبورز صاحبا، استنادًا إلى زهرة اللوتسومبنى مركز طيران TWA في مدينة نيويورك، من تصميم إيرو سارينن، مستوحى من شكل جناح الطائر.
ومن أبرز المهندسين المعماريين المعاصرين الذين استخدموا الشكل الحيوي في أعمالهم باسل البياتي، وهو من أبرز أنصار مدرسة العمارة المجازية التي استوحى تصميماتها من الأشجار والنباتات والقواقع والحيتان والحشرات مثل مسجد النخيل في جامعة الملك سعود بالرياض، أو برج الاتصالات النخيل، والذي يعتمد على شكل شجرة النخيلأو القرية الشرقية على البحر في جمهورية الدومينيكان والتي تعتمد على جسم اليعسوب المجزأ.

## التصميم الصناعي
يُرى التشكل الحيوي في التصميم الصناعي الحديث أيضًا، مثل أعمال ألفار آلتووإيسامو نوغوتشي، الذي تُعتبر طاولة نوغوتشي الخاصة به رمزًا للتصميم الصناعيفي الوقت الحاضر أصبح تأثير الطبيعة أقل وضوحًا، فبدلاً من أن تبدو الأشياء المصممة تمامًا مثل الشكل الطبيعي، فإنها تستخدم فقط خصائص طفيفة لتذكيرنا بالطبيعة.
كان فيكتور بابانيك (1923-1999) أحد أوائل المصممين الصناعيين الأمريكيين الذين استخدموا التحليل الحيوي في مهام التصميم الخاصة به، وحقق شهرة دولية أثناء دراسته في جامعة بيردو في الفترة من 1964 إلى 1970، وقد تم توضيح أعمال الطلاب وأعماله في كتابه التصميم للعالم الحقيقي الذي نشر عام 1970، والذي يتحدى مؤسسة التصميم الصناعي لتصميم أشخاص ذوي إعاقة ومحرومين في جميع أنحاء العالم، نُشر الكتاب لأول مرة في عام 1970 بواسطة بونييه باللغة السويدية، ثم نُشر باللغة الإنجليزية في عام 1971 بواسطة بانثيون، ثم تُرجم في النهاية ونُشر في 23 لغة، ربما يكون هذا الكتاب هو الأكثر قراءة على نطاق واسع في مجال التصميم.
جيتانو بيسكي هو مصمم إيطالي يصنع أثاثًا أكريليكيًا بألوان زاهية بأشكال حيوية وبشريةومارك نيوسون هو مصمم بيومورفي أسترالي قام بإنشاء كرسي شارلوت عام 1987 وطاولة بلاك هول ثلاثية الأرجل المصنوعة من ألياف الكربون عام 1988.